# Teun van Vliet

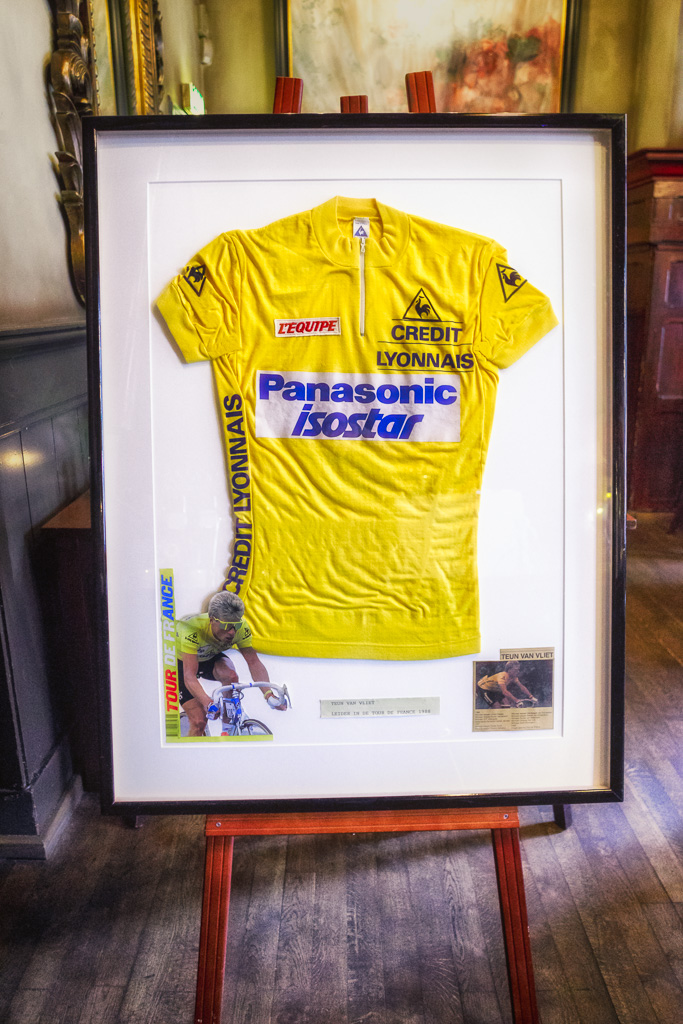
De gele trui van Teun van Vliet is nog steeds te zien in eetcafé de Pomp in Baarle-Nassau.

Teun van Vliet (Vlaardingen, 22 maart 1962) is een Nederlands voormalig wielrenner. Na zijn wielercarrière was hij ploegleider van de wielerploeg Farm Frites, zakenman en uitbater van eetcafé de Pomp in Baarle-Nassau tot eind april 2016.

## Biografie
Teun van Vliet was prof van 1984 tot en met 1990. Hij reed in die periode onder andere voor Panasonic, de ploeg van Peter Post. In 1985 zag hij een overwinning in een Tour-etappe aan zijn neus voorbijgaan. Hij was die dag in de aanval met landgenoot Henri Manders. Die had echter van Jan Raas de opdracht gekregen niet op kop te komen. Naarmate finishplaats Roubaix dichterbij kwam, namen zijn krachten af. Uiteindelijk kon Manders de etappe eenvoudig op zijn naam schrijven. Memorabel is ook zijn tweede plaats in Milaan-San Remo in 1985 waar hij samen met ploeggenoot Hennie Kuiper in een lange vlucht het peloton voorbleef en Kuiper de zege liet.
Het meest succesvolle jaar van Van Vliet was 1987, toen hij onder meer Gent-Wevelgem, de Omloop Het Volk en de Ronde van Nederland won. In de Ronde van Frankrijk 1988 droeg hij enkele dagen de gele leiderstrui.
Van Vliet moest stoppen met de wielersport toen hij in 1990 getroffen werd door een chronische darmontsteking. Hij moest geopereerd worden en kreeg een stoma. In 2001 kreeg hij een hersentumor waarvan hij herstelde. Eind 2006 werd er opnieuw een kwaadaardige hersentumor bij Van Vliet geconstateerd, waarvoor hij begin 2007 met chemotherapie werd behandeld. In 2010 verscheen het boek Drank, vrouwen, de koers en de dood over Teun van Vliet, geschreven door sportjournalist Guido Bindels.
Teun heeft zijn inoperabele hersentumor Glioblastoom Multiforme graad IV tegen alle verwachtingen in overwonnen en is vrij van kanker.

## Persoonlijk
Van Vliet woont samen met zijn vrouw in Baarle-Hertog. Hij heeft twee dochters en een zoon. Teun is de broer van voormalig wielrenster Nita van Vliet en de oom van Arjen de Baat en Kim de Baat.

## Teun van Vliet Classic
Sinds 2011 is een klassieker die verreden wordt in het Westland vernoemd naar Teun van Vliet. In de eerste editie heeft Teun van Vliet meegereden met de halve Panasonic wielerploeg uit de jaren 80). Deze classic werd georganiseerd door Topsport for Life (de stichting waarvan hij zelf de initiator is).

## Belangrijkste overwinningen
1984
Eindklassement Circuit des Mines
1e etappe Ronde van België
1985
4e etappe deel B Ronde van Ierland
1986
GP van Isbergues
5e etappe Ronde van Ierland
1987
Omloop Het Volk
1e etappe Tirreno-Adriatico
Gent-Wevelgem
3e etappe Vierdaagse van Duinkerke
5e etappe Ronde van Zwitserland
1e etappe Ronde van Nederland
Eindklassement Ronde van Nederland

## Resultaten in voornaamste wedstrijden
| Jaar | Ronde van Italië | Ronde van Frankrijk | Ronde van Spanje |
| ---- | ---------------- | ------------------- | ---------------- |
| 1984 |                  |                     |                  |
| 1985 |                  | opgave              |                  |
| 1986 | 79e              |                     |                  |
| 1987 |                  | 84e                 |                  |
| 1988 | 57e              | opgave (*)          |                  |
| 1989 |                  | 124e                |                  |

| Jaar | Milaan-San Remo | Gent-Wevelgem | Ronde van Vlaanderen | Amstel Gold Race | Luik-Bast.‑Luik | Ronde van Lombardije | Parijs-Tours |  | WK op de weg |  | Wereldranglijsten |
| ---- | --------------- | ------------- | -------------------- | ---------------- | --------------- | -------------------- | ------------ |  | ------------ |  | ----------------- |
| 1984 |                 |               |                      |                  |                 | ↑                    | 42e          |  |              |  |                   |
| 1985 | ↑               | 13e           |                      |                  | 23e             |                      | 4e           |  | 45e          |  | 23e (SPP)         |
| 1986 | 71e             |               |                      | 5e               |                 |                      | 42e          |  | 83e          |  |                   |
| 1987 | 6e              | Goud          | 14e                  | 4e               |                 |                      | ↑            |  | 7e           |  | 6e (SPP)          |
| 1988 |                 |               |                      |                  |                 |                      | 47e          |  |              |  | 34e (UWB)         |
| 1989 |                 | 85e           | 37e                  | 19e              | 50e             |                      |              |  |              |  | 39e (UWB)         |

## Ploegen
- 1984 - Dries-Verandalux (vanaf 05-05)
- 1985 - Verandalux-Dries
- 1986 - Panasonic
- 1987 - Panasonic-Isostar
- 1988 - Panasonic-Isostar
- 1989 - Panasonic-Isostar
- 1990 - Panasonic-Sportlife